# Ölmstad
Ölmstad is een plaats in de gemeente Jönköping in het landschap Småland en de provincie Jönköpings län in Zweden. De plaats heeft 308 inwoners (2005) en een oppervlakte van 43 hectare.